# Frederick Grinke
Frederick Grinke (* 8. August 1911 in Winnipeg; † 16. März 1987 in Ipswich) war ein kanadischer Geiger und Musikpädagoge.

## Leben
Grinke studierte in Winnipeg bei John Waterhouse und als Stipendiat der Dominion of Canada an der Royal Academy of Music in London bei Rowsby Woof. Später setzte er seine Ausbildung bei Adolf Busch in der Schweiz und bei Carl Flesch in Belgien und London fort. Von 1930 bis 1936 war er Mitglied des Kutcher String Quartet, von 1937 bis 1947 Konzertmeister des Boyd Neel Orchestra.
Als Solist trat Grinke in Europa, den USA, Australien und Neuseeland, bei den Proms und Festivals u. a. in Edinburgh und Salzburg auf. Mit der Pianistin Dorothy Manley spielte er 1935 in London die Uraufführung von Hector Grattons Quatrième Danse canadienne, und 1967 war er Solist einer Aufführung von Edward Elgars Violinkonzert mit dem Winnipeg Symphony Orchestra. Ralph Vaughan Williams widmete ihm seine Sonata in A Minor. Er war Gast der Sendung Distinguished Artists im Rundfunk der CBC und spielte zahlreiche Plattenaufnahmen ein.
Ab 1939 unterrichtete Grinke an der Royal Academy of Music, daneben von 1963 bis 1966 an der Yehudi Menuhin School in Stoke D’Abernon. Von 1965 bis 1969 war er außerdem Streichercoach beim National Youth Orchestra of Canada. Auf Wunsch Vaughn Williams’ spielte er auf dessen Beerdigung 1958 mit David Martin Bachs Doppelkonzert. Auch nach seiner Emeritierung 1978 gab er weiterhin Violinunterricht. 1978 wurde er zum Commander des Order of the British Empire ernannt.

## Quelle
- Frederick Grinke. In:  Encyclopedia of Music in Canada. herausgegeben von The Canadian Encyclopedia (englisch, französisch).

| Personendaten    | Personendaten                        |
| ---------------- | ------------------------------------ |
| NAME             | Grinke, Frederick                    |
| KURZBESCHREIBUNG | kanadischer Geiger und Musikpädagoge |
| GEBURTSDATUM     | 8. August 1911                       |
| GEBURTSORT       | Winnipeg                             |
| STERBEDATUM      | 16. März 1987                        |
| STERBEORT        | Ipswich                              |